# 김홍식 (1909년)
김홍식(金弘植, 일본식 이름: 岡田弘政, 1909년 3월 1일 ~ 1974년 2월 21일)은 일제강점기, 대한민국의 관료이다.
경성법전을 나온 그는 고등문관시험 사법과와 행정과 양과에 합격했다. 양덕군수, 부천군수 등 조선총독부 관리로 근무했으며, 광복 후에는 변호사 개업을 하고 법조인으로 활동했다. 이후 충남지사를 거쳐 제3공화국에서 무임소장관, 체신부장관을 역임했다.
2008년에 발표된 민족문제연구소의 친일인명사전 수록자 명단의 관료 부문에 선정되었다.

## 약력
- 1931년 : 경성법학전문학교 졸업
- 1932년 : 조선변호사시험 합격
- 1932년 : 고등문관시험 사법과·행정과 합격
- 1938년 : 평안남도 양덕군 군수
- 경기도 부천군 군수[1]
- 1945년 : 경기도 광공국장
- 1956년 : 사법위원
- 1960년 : 충청남도지사
- 1961년 : 법제처 차장
- 1963년 : 민주공화당 서울시 사무국장
- 1963년 : 무임소 장관
- 1964년 : 체신부 장관
- 1965년 : 서울신문 이사
- 1965년 : 민주공화당 중앙위원

## 참고 자료
- 김홍식(金弘植) - 국사편찬위원회
- 김홍식(金弘植) -  한국행정연구원
- “김홍식(金弘植)”. 대전광역시 향토사료관. 2008년 3월 27일에 확인함.[깨진 링크(과거 내용 찾기)]

| 전임 김학응 | 제7대 충청남도지사 1960년 5월 2일 ~ 1960년 10월 7일 | 후임 김양현 |

| 전임 (초대) | 초대 법제처 차장 1961년 12월 15일 ~ 1963년 1월 9일 | 후임 유민상 |

| 전임 김용식 | 제11대 무임소 장관 1963년 12월 17일 ~ 1964년 7월 22일 | 후임 원용석 |

| 전임 홍헌표 | 제17대 체신부 장관 1964년 7월 22일 ~ 1965년 5월 15일 | 후임 김병삼 |